# Châtillon-sur-Cher
Châtillon-sur-Cher település Franciaországban, Loir-et-Cher megyében. Lakosainak száma 1661 fő (2022. január 1.). Châtillon-sur-Cher Billy, Chémery, Couffy, Méhers, Meusnes, Noyers-sur-Cher és Selles-sur-Cher községekkel határos.

## Népesség
A település népességének változása:
| Lakosok száma | 1333 | 1289 | 1395 | 1570 | 1731 | 1730 | 1722 | 1691 | 1679 | 1661 |
|               | 1968 | 1982 | 1990 | 2006 | 2013 | 2015 | 2017 | 2019 | 2020 | 2022 |